# Brachymeria ovata
Brachymeria ovata är en stekelart som först beskrevs av Thomas Say 1824.  Brachymeria ovata ingår i släktet Brachymeria och familjen bredlårsteklar. Inga underarter finns listade.